# Michael A. Monsoor
Michael Anthony Monsoor (5 de abril de 1981 - 29 de septiembre de 2006) fue un SEAL de la Armada de los Estados Unidos muerto en combate en la Guerra de Irak y condecorado a título póstumo con la Medalla de Honor.

## Vida y servicio militar
Monsoor asistió a la secundaria Garden Grove High School en Garden Grove, California. Jugó para el equipo de fútbol americano y se graduó en 1999. Sus hobbies incluían snowboarding, body-boarding, pesca con lanza, conducir motocicletas y conducir su Corvette.

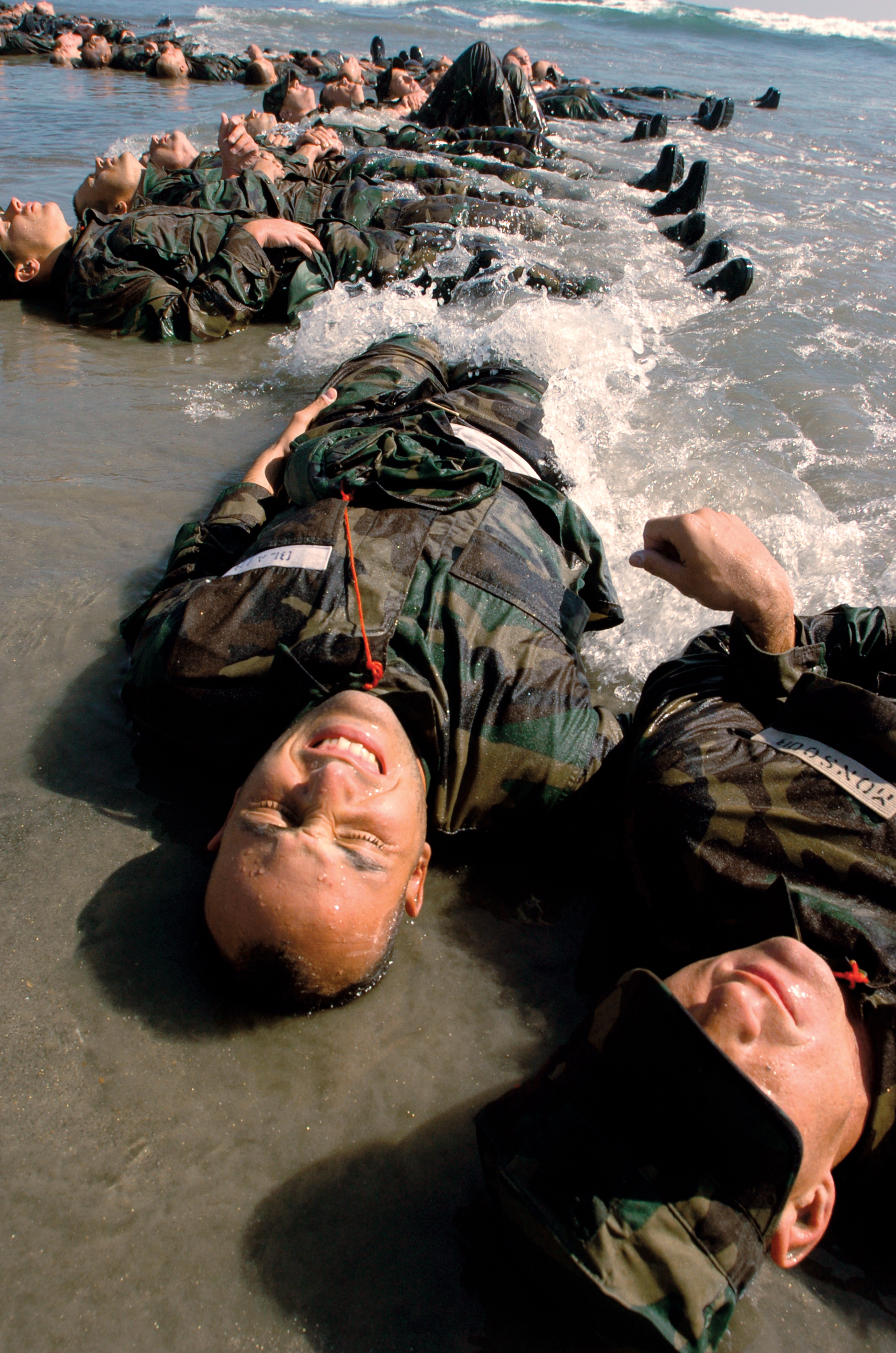
Michael Monsoor (esquina inferior derecha) durante un ejercicio de resistencia en 2004.

Monsoor se unió a la Armada de los Estados Unidos en 2001. Se graduó de la clase 250 del entrenamiento Básico de Demolición Submarina/SEAL en 2004. Luego fue asignado al Pelotón Delta, Equipo Tres de los SEAL.

### Misión en Irak
El Equipo Tres SEAL fue enviado a Ramadi, Irak en 2006 y fue asignado para entrenar a las tropas del ejército Iraquí. Como enlace de comunicación y artillero, Monsoor cargaba cerca de 45 kilos en equipo a temperaturas que excedían los 37 grados Celsius. Monsoor tomaba posición frontal para proteger al pelotón de un eventual asalto. El equipo tuvo frecuentes enfrentamientos con combatientes insurgentes. En el transcurso de los primeros cinco meses, el equipo mató 84 insurgentes según se reportó.
Durante un enfrentamiento el 9 de mayo de 2006, Monsoor corrió por una calle bajo fuego enemigo intenso para rescatar a un compañero herido. Monsoor fue condecorado con la Estrella de Plata por esto.

### Fallecimiento en combate
El 29 de septiembre de 2006, el pelotón se enfrentó en un combate contra cuatro insurgentes. En anticipación a más ataques, Monsoor y tres francotiradores SEAL se posicionaron en un tejado. Algunos civiles que ayudaban a los insurgentes bloquearon las calles cercanas, y una mezquita cercana transmitió un mensaje de radio instando a las personas a pelear contra los estadounidenses y los soldados iraquíes presentes. Monsoor se encontraba protegiendo a sus compañeros SEAL, dos de los cuales se encontraban a 5 metros de distancia. Su posición lo hacía el único del equipo con una fácil ruta de escape del tejado.
Una granada fue lanzada en el tejado por un insurgente que se encontraba en la calle. La granada le pegó a Monsoor en el pecho y cayó al suelo. Monsoor se abalanzó sobre la granada y la cubrió con su cuerpo, salvando las vidas de sus tres compañeros. Monsoor fue malherido, y a pesar de que fue evacuado inmediatamente, murió 30 minutos después. Dos de los SEAL que se encontraban con él resultaron heridos por la explosión de la granada, pero sobrevivieron.

### Medalla de Honor

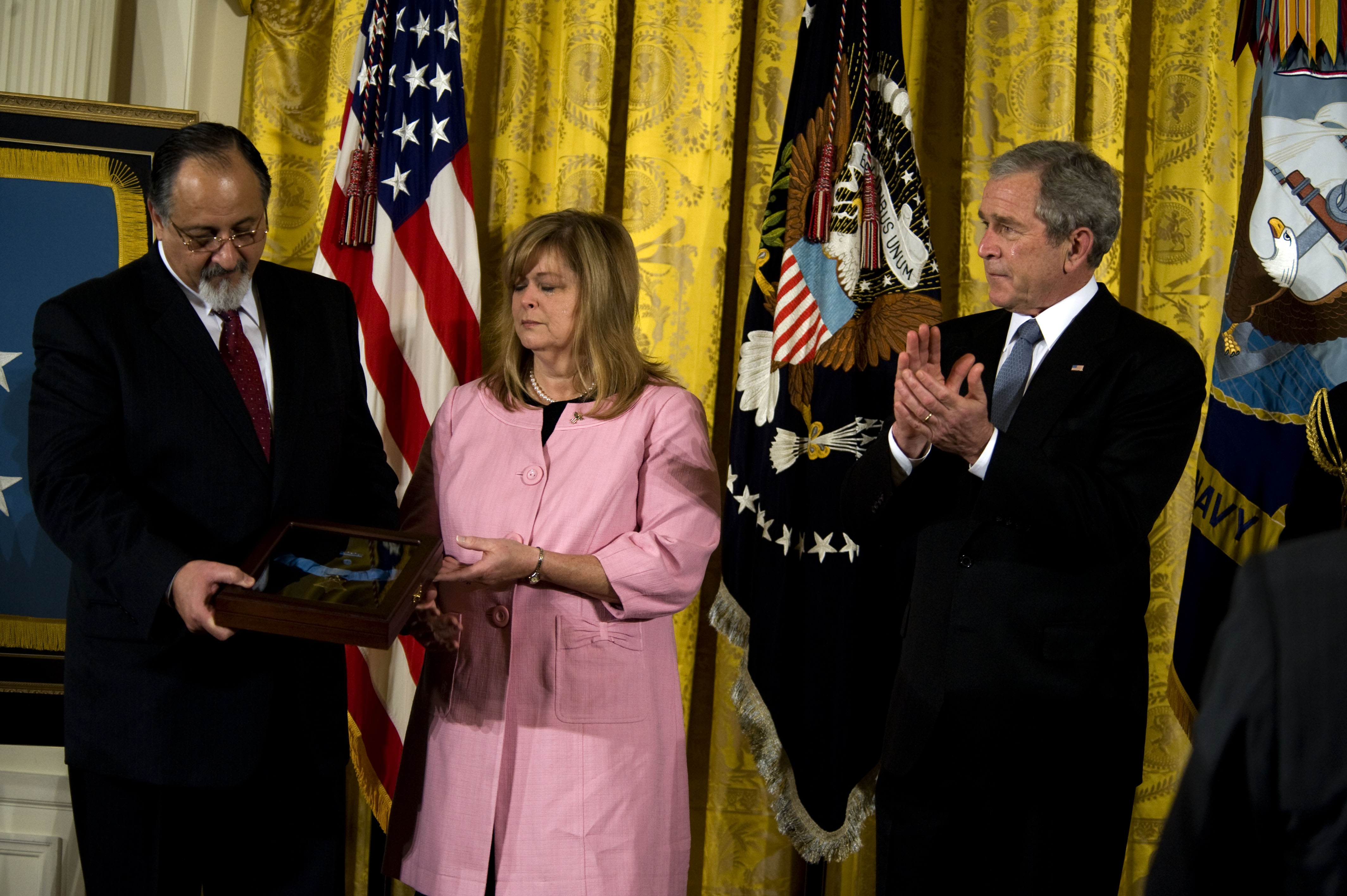
Los padres de Michael Monsoor reciben la Medalla de Honor de manos del presidente George W. Bush.

Monsoor fue descrito por sus compañeros de equipo como un "profesional calmado" y amante de la diversión. Fue enterrado en el Cementerio Nacional Fort Rosecrans en San Diego.
El 31 de marzo de 2008, el Departamento de Defensa de los Estados Unidos confirmó que Monsoor iba a recibir la Medalla de Honor a título póstumo por el Presidente de los Estados Unidos George W. Bush por sus acciones en combate. Los padres de Monsoor, George y Sally Monsoor, recibieron la medalla el 8 de abril en una ceremonia celebrada en la Casa Blanca por el presidente. Monsoor es el cuarto estadounidense y segundo SEAL (todos muertos en combate) que recibe la más grande condecoración militar de los Estados Unidos por la guerra contra el terrorismo.

## Condecoraciones

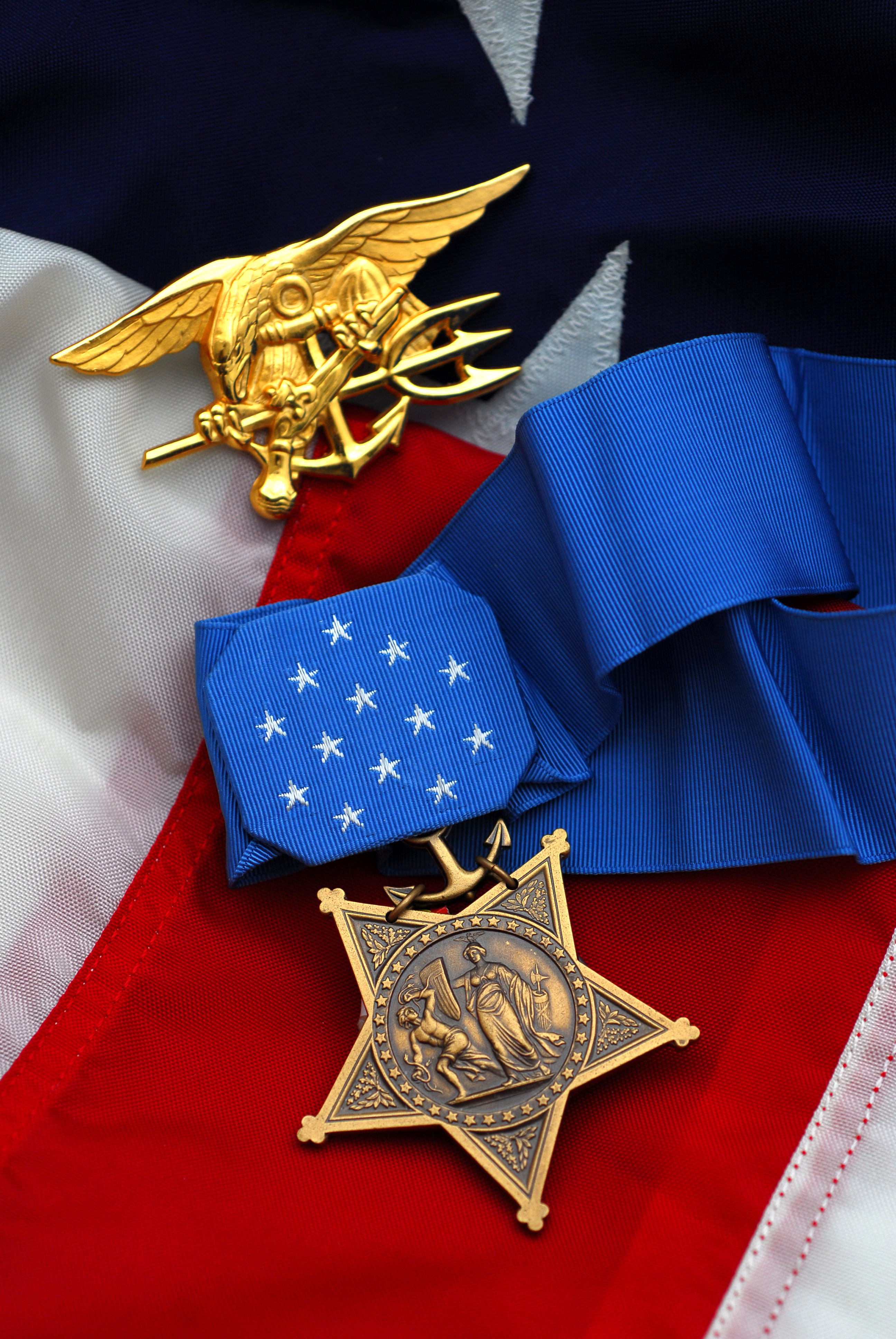
La Medalla de Honor de Michael A. Monsoor fotografiada junto al emblema del SEAL.

- Medalla de Honor
- Estrella de Plata
- Estrella de Bronce con distintivo de valor
- Corazón Púrpura
- Cinta por Servicio en Combate